# Isaac Cronström (1620–1679)
Isaac Cronström, före adlandet 1667  Kock, född 20 maj 1620 i Bromberg i Preussen, död i augusti 1679, var en svensk myntmästare, assessor i bergskollegium och kammarråd. Han var far till generalen Isaac Cronström (1661–1751) och diplomaten Daniel Cronström (1655-1719) samt son till myntmästaren Marcus Kock och bror till Abraham Cronström.

## Biografi
Cronström hade företagit resor i Tyskland, Frankrike, England och Spanien för att skaffa sig kunskaper om utländskt bergsbruk. Isaac Cronström blev 1646 föreståndare för faderns handel med bruksvaror. År 1650 gifte han sig med Christina Hanssen, dotter till en av Stockholms rikaste köpmän Peter Hansen och fick samtidigt helt överta faderns handel med bruksvaror samt förvaltningen av de järnbruk som undantagits från den äldre broderns arvedel. Järnbruken utarrenderade han dock redan 1651 till Herman zur Schmieden, anfadern till släkten Tersmeden. 
Den äldre brodern Daniel avled 1650 och därmed blev Isaac utsedd till den som skulle ta över Avestaverken efter fadern. Broderns änka protesterade dock och först 1661 kunde han ta kontrollen över myntverket. Då fadern avled 1657 blev Issac Cronström myntmästare i Avesta. Genom att låna ut 120 000 daler till kronan kunde han få åtskilliga privilegier för sina järnbruk. 
År 1654 anlade han Bjurfors mässingsbruk vid Håkansbenning där han tidigare drivit järnbruk. Han adlades 1667 tillsammans med sin bror Abraham och barnen till bröderna Abel och Daniel med namnet Cronström. Samma år övertog Lorentz Creutz den äldre myntverket i Avesta på 20 år mot att lösa Abraham och Isaacs lån i myntverket. Ganska snart ingick dock bröderna Cronström i kompanjonskap med Creutz och bildade bolag med denne, Börje Cronberg, Joel Gripenstierna och Joahn Funck. Snart uppstod dock konflikter och bolagsmännen försökte konkurrera ut varandra. 
Till slut var endast Isaac Cronström och Johan Funck kvar som delägare. Då Isaac Cronström överlät myntverket i Avesta på Creutz fick han även loss pengar så att han kunde köpa Skultuna Messingsbruk. Isaac Cronström blev 1669 extraordinarie assessor i bergskollegium och 1674 kammarråd.
Isaac Cronström uppförde under åren 1667–1670 nuvarande Sjöfartshuset på Skeppsbron 10 i Stockholm.
Cronström begravdes den 21 september 1680 i Storkyrkan i Stockholm. Isaac Cronström och hans hustru Christina är begravda framför silveraltaret i Storkyrkan i Gamla stan i Stockholm.

### Familj
Cronström gifte sig 16 februari 1650 med Christina Hanssen (1632–1708). Hon var dotter till klädeshandlaren Peter Hanssen och Anna Hansdotter Stecker. De fick tillsammans barnen assessorn Peter Cronström (1651–1708) i bergskollegium, Elisabet Cronström (1653–1718) som var gift med greve Erik Lindschöld, diplomaten Daniel Cronström (1655–1719) i Paris, kaptenen Markus Cronström (1657–1688) i Karlskrona, Anna Cronström (1658–1722) som var gift med hovrådet Johan Adolf Rehnskiöld och hovjägmästaren Hans Reutercrantz, generalen Isaac Cronström (1661–1751), Catharina Cronström (1662–1742) som var gift med översten Jöran von Knorring, Hedvig Cronström (1664–1699) som var gift med ståthållaren Henrik Piper, Maria Eufrosyne (1668–1736) som var gift med lagmannen Johan Cedercrantz och stadsmajoren Christian Didrik von Conowen, Beata Cronström (1670–1670), Beata Christina Cronström (1671–1752) som var gift med presidenten greve Carl Gustaf Frölich, Eva Maria Cronström (1676–1676) och Charlotta Cronström (1676–1706) som var gift med sekreteraren Hans Pahl.